# فهرست سفیران ایران در آفریقای جنوبی
فهرست سفیران ایران در آفریقای جنوبی
در سال ۱۳۴۹ بین ایران و آفریقای جنوبی روابط سیاسی برقرار گردید و کنسولگری آفریقای جنوبی در اواسط سال ۱۳۴۹ در تهران افتتاح شد و کنسولگری ایران در ژوهانسبورگ در تاریخ ۲۰ آبان ماه ۱۳۴۹ افتتاح گردید
سفارت جمهوری اسلامی ایران در آفریقای جنوبی در سال ۱۳۷۳ تأسیس شد.

## پهلوی
- احمد تهرانیکنسول) از آبان ۱۳۴۹ تا آذر ۱۳۵۳
- فریدون ستوده کنسول) از آذر ۱۳۵۳ تا آذر ۱۳۵۷
- محمدعلی رشتی کنسول) از آذر ۱۳۵۷ تا اسفند ۱۳۵۷
- علی اکبر سید زاده (کفیل) از اسفند ۱۳۵۷ تا دی ۱۳۵۸

## جمهوری اسلامی
- محمدشریف مهدوی شاهرودی از ۱۳۷۲ تا ۱۳۷۶
- جاوید قربان اوغلی۱۳۷۶ تا  ۱۳۸۰
- اصغر ابراهیمی اصل از ۱۳۸۶ تا ۱۳۹۰
- محمد فرجی ۱۳۹۰ تا ۱۳۹۴
- محسن موحدی ۱۳۹۴ تا ۱۳۹۸
- مهدی آقا جعفری ۱۳۹۸ تا ۱۴۰۱
- منصور شکیب مهر[۱] ۱۴۰۲ تا اکنون